# Klaus Guth
Klaus Guth (* 15. September 1940 in Brüel) ist ein deutscher Schauspieler und Synchronsprecher.

## Leben
Guth nahm Schauspielunterricht in Berlin und Hamburg. Er wohnte mit seiner Ehefrau Anella (* 1944) seit seiner Hochzeit am 16. Juni 1968 am Hausberg Krepelschrofen im oberbayerischen Wallgau und zog aus Altersgründen 2018 in den Nachbarort Krün. Guth hat zwei Kinder, vier Enkel und einen Urenkel.
1964 erhielt er sein erstes Engagement am Stadttheater Konstanz. Von 1966 bis 1968 war er am Nationaltheater Mannheim und von 1969 bis 1971 am Staatstheater Braunschweig verpflichtet. Ab 1972 gehörte er einige Jahre zum Ensemble des Bayerischen Staatsschauspiels in München. Ab 1981 wirkte Guth in vielen Fernsehproduktionen mit. In der Fernsehserie Büro, Büro (1982) spielte er die Figur Adam Lehmann. Einem breiteren Publikum bekannt wurde Guth ab 1996 in der Fernsehserie Der Bulle von Tölz als korrupter Staatssekretär Berthold von Gluck, auch als Träger der markanten Steve-Urkel-Brille.
Guth las 1989 für den Heyne Verlag den Roman Schwarz von Stephen King ein, der bei einer Laufzeit von 390 Minuten auf fünf Kassetten erschien; es ist heute ein seltenes Sammlerstück. Er kam als Synchronsprecher in 312 Filmen und 262 Serienproduktionen zum Einsatz, darunter auch für Christopher Plummer als General Chang in Star Trek VI: Das unentdeckte Land und ist seit 2020 Träger des Deutschen Synchronpreises.

## Filmografie (Auswahl)
- 1967: Polizeifunk ruft – Der Pferdenarr
- 1976: Rosemaries Tochter
- 1977: Die Jugendstreiche des Knaben Karl
- 1978: Holocaust – Die Geschichte der Familie Weiss
- 1979: Blutspur (Bloodline)
- 1981: Der Spot oder Fast eine Karriere
- 1981: Rote Erde
- 1982: Büro, Büro
- 1982–1989: Ein Fall für zwei (insgesamt sechs Folgen)
- 1982: Monaco Franze
- 1983: Die Krimistunde (Fernsehserie, Folge 6, Episode: Die Abrechnung)
- 1985: Marie Ward – Zwischen Galgen und Glorie
- 1985: Tatort – Schicki-Micki
- 1986: Kir Royal
- 1986: Kein Alibi für eine Leiche
- 1988: Didi – Der Experte
- 1989: Tatort – Der Pott
- 1989: Die Männer vom K3 – Volle Deckung, Kopf runter
- 1989: Die Schwarzwaldklinik (Folge: Der zudringliche Patient)
- 1989/1990: Marleneken
- 1992: SOKO 5113 – Der Leibwächter
- 1996–2005: Der Bulle von Tölz (insgesamt sieben Folgen)
- 1997–1998: Liebling Kreuzberg (insgesamt zwei Folgen)
- 1999: Unser Lehrer Doktor Specht (insgesamt drei Folgen)
- 2000: Utta Danella – Der schwarze Spiegel
- 2002: Polizeiruf 110: Grauzone
- 2004: Der Alte – Folge 302: Blutsbande
- 2009: Mord in bester Gesellschaft: Der süße Duft des Bösen

## Synchronisation (Auswahl)
Jean Rochefort
- 1980: Liebe Unbekannte – Rolle: Gilles (West-Synchronisation, 1985)
- 1982: Flirt mit dem Tod – Rolle: Alain Tescique
- 1983: Mein Freund, der Frauenheld – Rolle: Vincent Lamar
- 1992: Ein Affenzirkus – Rolle: Henri Sauveur
- 1996: La Tournee – Bühne frei für drei Halunken – Rolle: Eddie Carpentier

Christopher Lee
- 1970: Dracula – Nächte des Entsetzens – Rolle: Dracula (TV-Synchronisation, 1990)
- 1978: Der Sieg der Sternenkinder – Rolle: Victor
- 1980: Crazy Family – Eine total verrückte Familie – Rolle: Luckman Skull (TV-Synchronisation, 1989)
- 1994: Verschwörung der Leckermäuler – Rolle: V. E. Longfellow, aka Raptor

Vernon Dobtcheff
- 1983: Im Wendekreis des Kreuzes – Rolle: Graf Langenthal
- 1986: Der Name der Rose – Rolle: Hugh von Newcastle
- 1996: Herzen in Aufruhr – Rolle: Kurator
- 2006: Liebe um jeden Preis – Rolle: Jacques

Rutger Hauer
- 1987: Gesucht: Tot oder lebendig – Rolle: Nick Randall
- 1987: Sobibor – Rolle: Alexander 'Sasha' Pechersky
- 1995: Mr. Stitch – Rolle: Dr. Rue Wakeman

Jonathan Hyde
- 1994: Richie Rich – Rolle: Herbert Arthur Runcible Cadbury
- 2001: Der Schneider von Panama – Rolle: Cavendish
- 2017: Solange ich atme – Rolle: Dr. Entwistle

### Filme
- 1986: John Cleese als Brian Stimpson in Clockwise – Recht so, Mr. Stimpson
- 1989: Christopher Neame als Fallon in James Bond 007 – Lizenz zum Töten
- 1992: Christopher Plummer als Chang in Star Trek VI: Das unentdeckte Land
- 1992: Joseph Maher als Monsignore O'Hara in Sister Act – Eine himmlische Karriere
- 1996: John P. Ryan als Micky Malnato in Bound – Gefesselt
- 1998: Leslie Nielsen als Ryan Harrison in Leslie Nielsen ist sehr verdächtig
- 2009: James Rebhorn als Norm Cahill in The Box – Du bist das Experiment

### Serien
- 1989–2022: Harry Shearer als Dr. Julius Hibbert (Staffel 2–4) und als Seymour Skinner in Die Simpsons (Staffel 14–31)
- 1999–2003, 2005–2022: Seth MacFarlane als Carter Pewterschmidt in Family Guy (Staffel 4–19)

## Hörbücher (Auswahl)
- 1989: Schwarz von Stephen King, Heyne Verlag München